# جبل البيضاء
جبل البيضاء عبارة عن جبل بركاني خامد يقع في منطقة المدينة المنورة غرب السعودية، ويقع تحديداً في حرة خيبر. يبلغ ارتفاع الجبل نحو 1930 م.